# Амирбеков, Олег Арнольдович
Амирбеков Олег Арнольдович (азерб. Əmirbəyov Oleq Arnoldoviç; род. 16 декабря 1986, Баку, Азербайджанская ССР) — азербайджанский актер театра и кино, телеведущий, журналист. Заслуженный артист Азербайджанской Республики (2021). Советник министра культуры Азербайджана с 2023 г.

## Биография
В 2009 году окончил Азербайджанский государственный университет культуры и искусств по специальности «Режиссёр драмы», курс Азер Паши Нематова. Работает в Академическом русском драматическом театре им. Самеда Вургуна, телеведущим на каналах AzTv и «Mədəniyyət TV» (канал «Культура»). 
В 2008—2009 гг. работал корреспондентом Телекомпании «Мир». Сын заслуженных артистов Азербайджана Риты Амирбековой и Арнольда Харченко.

## Роли в театре
- «Семейка Блисс» по пьесе Н. Коварда "Сенная лихорадка" — Саймон Блисс
- «Судьба артиста» Э. Эфендиева — Усатый артист
- «Афинские вечера» П. Гладильная — Антон
- «В хрустальном дворце» И. Эфендиева — Габиб
- «С любовью не шутят» П.Кальдерон - Алонсо ди Луна
- «Гордость и предубеждение» Дж. Остин - Мистер Дарси
- «Опера Мафиозо» В. Станилова - Оливетти
- «Распутник» Э. Э. Шмитта - Баронне
- «Семь красавиц» Низами Гянджеви - Турктаз, Мунзир, седьмой обиженный
- «Волки и овцы» А. Н. Островского — Клавдий Горецкий
- «Сон в летнюю ночь» У. Шекспира — Деметрий
- «Братья Карамазовы» Ф. Достоевского — Алеша Карамазов
- «Эти свободные бабочки» Л. Герша — Дональд Бейкер
- «Новые приключения кота Леопольда» Б.Дмитриева — Леопольд
- «По щучьему веленью» В. Резниковой — Царь Горох
- «Снежная королева» Х. К. Андерсена — Граф
- «Вирус любви» В. Неверова — Фархад
- «Что угодно!» У. Шекспира — Валентин; Шекспир

## Фильмография
- 2012 — Посол зари — Лермонтов
- 2012 — Самая обычная фамилия ("Гейдар Алиев") — Коля, сотрудник НКВД
- 2014 — Я возвращаюсь домой — Старший лейтенант Анатолий Василенков

## Интересные факты
Впервые в азербайджанском кино сыграл роль поэта Михаила Лермонтова.